# Staronorveški jezik
Staronorveški jezik (norveški: gammelnorsk) jest rani oblik norveškoga jezika kojim se govorilo u Norveškoj između 11. i 15. st. kao prijelaznom inačicom između staronordijskoga i srednjonorveškoga. Govorio se u razdoblju srednjega vijeka kada su vikinški način života počeo zamirati, a kršćanstvo je počelo igrati sve veću ulogu u društvu. Time je u uporabu ušla latinica, a koristila se uz runsko pismo.
U ranijem se razdoblju vrlo malo razlikovao od staroislandskoga, no tijekom 13. stoljeća počeo se dijeliti na dijalekte, čime je začeo dijalektalnu podjelu suvremenoga norveškoga. Ti su dijalekti stvorili dijalekatski kontinuum, čime su zapadni dijalekti bili sličniji staroislandskome, a istočni starošvedskome. Najočitija razlika između staronorveškoga i staroislandskoga bila je u pravopisu.
Identificirana su četiri dijalektalna područja staronorveškoga na zapadu Norveške prema rukopisima iz razdoblja, a ta dijalektalna područja su:
- Trøndelag
- Sjeverozapadna Norveška (Romsdal, Sunnmøre, Nordfjord i obala Sogna)
- Jugozapadna Norveška
  - Vanjski jugozapad (Rogaland i Hordaland)
  - Unutarnji jugozapad (Agder, zapadni Telemark, Sætesdal i ostatak Sogna, Rogaland, Hordaland)

Većina istraživača istok tadašnje Norveške dijalektalno dijele na jugoistočne i istočne dijalekte, a sjeverna područja ostaju nezabilježena.

## Srednjonorveški jezik
Srednjonorveški podrazumjeva razdoblje u razvoju norveškoga jezika nakon dolaska Crne smrti, koja je ubila 60 % norveškog stanovništva, od sredine 14. do sredine 16. stoljeća, kada ga je kao službeni i pisani jezik zamijenio danski.
Ovo razdoblje norveškoga obilježava značajno pojednostavljenje morfologije jezika, osobito padežnog sustava i glagolskih lica, kao i redukcija mnogih samoglasnika na /e/. Još je jedna velika promjena bila gubljenje zubnih tjesnačnika, /þ/ i /ð/, koji su ponegdje zamijenjeni zapornicima, a ponegdje potpuno iščeznuli.

## Vanjske poveznice
- The Old Norse Language  Arhivirana inačica izvorne stranice od 25. prosinca 2009. (Wayback Machine)